# Club Rubio Ñu
Maillots
Le Club Rubio Ňu est un club paraguayen de football basé à Asuncion, dans le quartier de Santísima Trinidad. Le club, fondé le 23 août 1913, évolue en première division du Championnat du Paraguay de football. L'équipe joue ses matchs à domicile à l'Estadio La Arboleda qui a une capacité de 5 000 places.

## Histoire
Le club est fondé en 1913 par un groupe de jeunes qui choisissent le blanc et le vert comme couleurs, symbolisant respectivement la pureté et l'espoir. Après sa fondation, le Rubio Ňu rejoint le championnat dissident, la "Liga Centenario", créée par quelques clubs en désaccord avec la Fédération du Paraguay de football organisant le Championnat du Paraguay de football. 23 ans après, deux clubs du quartier de Santísima Trinidad (Club Itá Ybaté and Club Flor de Mayo) fusionnent avec le Club Rubio Ňu. Le Sportivo Trinidense (qui est du même quartier) est le principal rival du club.
Après la disparition de la Liga Centenario, le club est champion de deuxième division en 1926 et accède à la première division. Depuis, le Rubio Ňu est passé par les trois divisions de nombreuses fois. En 2008, ils remportent le championnat de deuxième division pour la septième fois de leur histoire et accèdent donc à l'élite en 2009.

## Palmarès
- Championnat du Paraguay D2
  - Champion (7) : 1926, 1941, 1954, 1961, 1963, 1972 et 2008

- Championnat du Paraguay D3
  - Champion (3) : 1941, 1942 et 2005

## Joueurs emblématiques
- Darío Jara Saguier
- Alberto Jara Saguier
- Rubén Ruiz Díaz

## Entraîneurs emblématiques
- Francisco Arce